# Kevin Malget
Kevin Malget, né le 15 janvier 1991 à Wiltz au Luxembourg, est un footballeur international luxembourgeois, qui évolue au poste de défenseur.
Son père, Théo Malget, est un ancien footballeur professionnel.

## Biographie

### Carrière en club
Avec le club du F91 Dudelange, Kevin Malget dispute trois matchs en Ligue des champions, et un match en Ligue Europa. 

### Carrière internationale
Kevin Malget compte 19 sélections et un but avec l'équipe du Luxembourg depuis 2010. 
Il est convoqué pour la première fois en équipe du Luxembourg par le sélectionneur national Guy Hellers, pour un match amical contre les îles Féroé le 4 juin 2010. Le match se solde par un match nul et vierge (0-0).
Il marque son premier but lors d'un match amical contre l'Albanie le 4 juin 2017 (victoire 2 buts à 1).

## Palmarès
- Avec le F91 Dudelange
  - Champion du Luxembourg en 2012, 2014, 2016 et 2017
  - Vainqueur de la Coupe du Luxembourg en 2012, 2016 et 2017